# Naissance en 1373
Naissance
- 1369
- 1370
- 1371
- 1372
- 1373
- 1374
- 1375
- 1376
- 1377

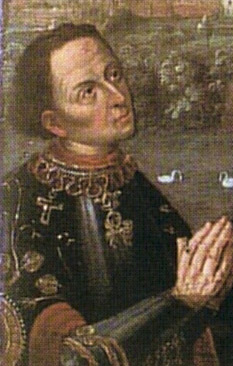
Adolphe Ier de Clèves, né en 1373.

Cette page dresse une liste de personnalités nées au cours de l'année 1373  :
- 31 mars : Catherine de Lancastre, reine consort de Castille.
- 25 juin : Jeanne II de Naples, reine de Naples.
- 22 septembre : Thomas le Despenser, 2e baron le Despenser puis 1er comte de Gloucester.
- 30 novembre : Andrea Malatesta, condottiere italien, seigneur de Cesena, Cervia Bertinoro et Fossombrone.

- Ernest de Bavière, duc de Bavière.
- Adolphe Ier de Clèves, comte de La Marck (Adolphe IV), comte de Clèves (Adolphe II), puis duc de Clèves (Adolphe Ier).
- Béatrice de Portugal, reine consort de Castille.
- Bicci di Lorenzo, peintre de l'école florentine de la Renaissance.
- Francesco Foscari, 65e doge de Venise.
- Minkhaung Ier, quatrième souverain du royaume d'Ava, en Haute-Birmanie.
- Az-Zâhir Sayf ad-Dîn Jaqmaq, sultan mamelouk burjite.
- Yi Ye,  diplomate coréen de la période de Joseon qui s'est particulièrement occupé des relations avec le Japon.

date incertaine (vers 1373)
- Albert III de Saxe-Wittemberg, prince-électeur et Duc de Saxe.

## Crédit d'auteurs
- Cet article est partiellement ou en totalité issu de l'article intitulé « 1373 » (voir la liste des auteurs).